# Saint-Symphorien (Eure)
Saint-Symphorien – miejscowość i gmina we Francji, w regionie Normandia, w departamencie Eure.
Według danych na rok 1990 gminę zamieszkiwało 320 osób, a gęstość zaludnienia wynosiła 85 osób/km² (wśród 1421 gmin Górnej Normandii Saint-Symphorien plasuje się na 594. miejscu pod względem liczby ludności, natomiast pod względem powierzchni na miejscu 788.).